# Christos Christophides
Christos Christophides (griechisch Χρίστος Χριστοφίδης; * 20. Juni 1974 in Morfou) ist ein zyprischer Politiker der Fortschrittspartei des werktätigen Volkes AKEL (Anorthotiko Komma Ergazomenou Laou), der seit 2021 Mitglied des Repräsentantenhauses (Vouli ton Antiprosópon) ist.

## Leben
Christos Christophides musste seinen mehrheitlich von Zyperngriechen bewohnten Geburtsort wenige Wochen nach seiner Geburt mit seiner Familie verlassen, nachdem dieser während der türkischen Invasion Zyperns (20. Juli bis 14. August 1974) besetzt wurde. Nach dem Schulbesuch absolvierte er ein Studium der Fächer Politikwissenschaften und Grundschulpädagogik an der Universität Zypern, die er mit einem Bachelor of Political Science sowie einem Bachelor of Science in Education beendete. Ein postgraduales Studium der Soziologie an der University of Warwick schloss er ebenso mit einem Master ab wie ein weiteres postgraduales Studium der Politikwissenschaften an der Universität Zypern. Während des Studiums engagierte er sich als Generalsekretär der Vereinigten Demokratischen Jugendorganisation EDON (Ενιαία Δημοκρατική Οργάνωση Νεολαίας) und begann seine berufliche Laufbahn als hauptamtlicher Mitarbeiter der marxistisch-leninistischen, heute eurokommunistischen Fortschrittspartei des werktätigen Volkes AKEL. Er war unter anderem Leiter der Abteilung für Beziehungen der AKEL sowie Sekretär der Abteilung Studenten der EDON.
Christophides, der seit 2005 Mitglied des Zentralkomitees (ZK) der AKEL ist, war während der Amtszeit von Staatspräsident Dimitris Christofias (28. Februar 2008 bis 27. Februar 2013) stellvertretender Regierungssprecher sowie von 2010 bis 2013 Direktor des Büros des Staatspräsidenten. Im Anschluss war er zwischen 2013 und 2021 Mitglied des Politbüros des ZK der AKEL sowie zugleich zwischen 2016 und 2023 Sekretär der AKEL im Bezirk Nikosia und Bezirk Kyrenia. Ferner ist er Leiter der Bildungsabteilung der AKEL.
Bei der Parlamentswahl am 30. Mai 2021 wurde Christos Christophides für die AKEL im Wahlkreis Nikosia zum Mitglied des Repräsentantenhauses gewählt und gehört diesem seither an. In der aktuellen Legislaturperiode ist er stellvertretender Vorsitzender des Ständigen Ausschusses des Repräsentantenhauses für Flüchtlinge, die in Enklaven untergebracht, vermisst und gefährdet sind, sowie Mitglied des Ständigen Ausschusses für Finanz- und Haushaltsangelegenheiten, des Ständigen Ausschusses für Bildung und Kultur sowie des Ständigen Ausschusses für Entwicklungspläne und öffentliche Ausgabenkontrolle.
Aus seiner Ehe mit Areti „Rita“ Panaoura gingen ein Sohn und eine Tochter hervor.